# Fengzhen (meteoryt)
Fengzhen – meteoryt żelazny z grupy IIIAB, który znaleziono w regionie autonomicznym Mongolia Wewnętrzna, na północy Chin. Obecnie dysponuje się masą 458 g materii meteorytowej. Meteoryt Fengzhen zawiera 7,5% niklu. 